# Иоанн III (епископ Ростовский)
Епископ Иоанн III (ум. 12 мая 1356) — епископ Русской церкви, епископ Ростовский и Ярославский.

## Биография
С 1330 года поставлен митрополитом Феогностом первым и в своё время единственным московским архимандритом.
В то время он был настоятелем Данилова монастыря в Москве и был переведён с братией в учреждённый личный великокняжеский монастырь Спаса на Бору.
Существует предание, что именно в Даниловом монастыре учреждена первая в Московском княжестве архимандрития, но есть также сведения, что первого московского архимандрита поставили уже после перевода братии в новый монастырь в Кремле.
На новом месте он управлял как хозяйством нового монастыря, так и приписанным к этому монастырю хозяйством и собственностью Данилова монастыря.
Также при нём монастырь стал действующей Великокняжеской усыпальницей: в 1331 году в стенах собора Спаса на бору была предана земле Великая княгиня Елена — жена Ивана Калиты и мать Симеона Гордого.
В 1346 году архимандритом монастыря становится Пётр, а Иоанн был хиротонисан во епископа Ростовского.

Характеристика епископа:

мужа честна, сказителя книгам, разумна и словесна, и сановита суща, за премногую его добродетель последу епископом Ростовским поставлен бысть и тамо добре упасе порученное ему стадо
— Воскресенская летопись
О деятельности его в епархии сведений не сохранилось.
Скончался 12 мая 1356 года.